# (2921) Sophocle
(2921) Sophocle, désignation internationale (2921) Sophocles, est un astéroïde de la ceinture principale.

## Description
(2921) Sophocle est un astéroïde de la ceinture principale. Il fut découvert par le programme PLS le 24 septembre 1960 à l'observatoire Palomar. Il présente une orbite caractérisée par un demi-grand axe de 3,2517 UA, une excentricité de 0,1538 et une inclinaison de 1,4705° par rapport à l'écliptique.
Il fut nommé en hommage à Sophocle, un des grands tragiques grecs dont l'œuvre nous est partiellement parvenue avec Eschyle et Euripide.

## Compléments